# 萨拉齐县
萨拉齐县，中国旧县名。
清乾隆六年（1741年，一说乾隆四年），归化城土默特蒙汉分治，清廷在歸化城廳的汉民聚居地置萨拉齐协理通判厅。辛亥革命后，1912年全国废府州厅改县，改为“萨拉齐县”，先後屬山西省、綏遠特別區，驻萨拉齐镇。1923年，包头镇及附近乡村从萨拉齐县析出，置包头设治局。1928年，绥远省成立，原萨拉齐之五当召地改属固阳县。1958年5月25日，萨拉齐县被撤销，該地旗县并存结束。此後原萨拉齐县西部的杨圪楞、鄂尔圪逊、沙尔沁、大巴拉盖等4个乡划归包头市，其余行政区域划归土默特旗，旗治所驻萨拉齐镇，先後屬烏蘭察布盟、呼和浩特市。1965年，國務院撤销土默特旗，分设为土默特右旗和土默特左旗，右旗治所驻萨拉齐镇，屬包頭市。